# Edmond Audemars
Edmond Audemars (3 de diciembre de 1882-4 de agosto de 1970) fue un deportista suizo que compitió en ciclismo en la modalidad de pista. Ganó una medalla de oro en el Campeonato Mundial de Ciclismo en Pista de 1903, en la prueba de medio fondo.

## Medallero internacional
| Campeonato Mundial | Campeonato Mundial     | Campeonato Mundial | Campeonato Mundial |
| Año                | Lugar                  | Medalla            | Competición        |
| ------------------ | ---------------------- | ------------------ | ------------------ |
| 1903               | Copenhague (Dinamarca) | Medalla de oro     | Medio fondo (A)    |